# Francis Greenway
Francis Greenway (ur. 20 listopada 1777 w Mangotsfield, zm.  wrzesień 1837 w swojej posiadłości nad rzeką Hunter w Nowej Południowej Walii) – australijski architekt.

## Życiorys
Urodził się jako trzeci, najmłodszy syn Francisa Greenway (lub Grinway), murarza i Anny z domu Webb. Jako uczeń architekta Johna Nasha w 1801 roku został zatrudniony jako architekt budynku publicznego w Carmarthen. W 1805 roku razem ze starszymi braćmi Olivierem i Johnem założył firme budowlaną. W wyniku nieudanych przedsięwzięć firma popadła w długi i zbankrutowała a Francis został oskarżony o fałszerstwo, skazany i zesłany do kolonii karnej w Australii.
W latach 1816–1818, będąc jeszcze skazańcem, Greenway był odpowiedzialny za projekt i budowę latarni morskiej Macquarie położonej 2 km od wejścia do Port Jackson. Po sukcesie tego projektu został ułaskawiony w 1817 roku przez gubernatora Lachlana Macquarie. Pełniąc funkcję architekta cywilnego zbudował wiele znaczących budynków w nowej kolonii. W tym czasie sprowadził też do Australii swoją rodzinę, żonę Mary i trójkę dzieci.
Do dzieł Greenwaya należą:
- kościół anglikański pw. św. Mateusza w Windsorze, Nowa Południowa Walia;
- kościół anglikański pw. św. Łukasza w Liverpoolu, Nowa Połudiowa Walia;
- kościół anglikański pw. św. Jakuba w Sydney, Nowa Połudiowa Walia;
- Hyde Park Barracks, Sydney.

Greenway ostatnie lata życia spędził mieszkając w rządowej posiadłości w pobliżu Newcastle w Nowej Południowej Walii, gdzie zmarł na tyfus w 1837 roku, w wieku 59 lat. Dokładna data jego śmierci nie jest znana. Został pochowany na cmentarzu Glebe w East Maitland 26 września 1837 roku.